# 국제 IMPAC 더블린 문학상
국제 IMPAC 더블린 문학상(아일랜드어: Duais Liteartha Idirnáisiúnta Bhaile Átha Chliath, 영어: International IMPAC Dublin Literary Award)은 영어로 발행된 소설에 수여되는 국제 문학상이다. 다른 언어의 영어 번역 작품도 심사 대상에 포함된다.